# Juxtephria consentaria
Juxtephria consentaria là một loài bướm đêm trong họ Geometridae.